# یواس‌اس نمس (اس‌پی-۴۲۴)
یواس‌اس نمس (اس‌پی-۴۲۴) (به انگلیسی: USS Nemes (SP-424)) یک کشتی بود که طول آن ۵۰ فوت ۲ اینچ (۱۵٫۲۹ متر) بود. این کشتی در سال ۱۹۰۹ ساخته شد.